# Pinquillo
El pinquillo [pincullo, pincollo, pincuyllo, pingullo, pinkayllo, pinkillo, pinkullo] és una flauta que s'estén a tots els Andes, principalment a l'Argentina, Bolívia, Xile, Equador i el Perú. El pinquillo és un aeròfon de bisell amb canal, pot estar fet de canya, os (tíbia) o fusta, i té un so similar a la quena. El pinquillo equatorià sovint té tres forats i el de Xile i Argentina en tenen sis o set. Se sol tocar amb una sola mà i amb l'altra es pot fer acompanyament amb un tamboril o bombo. També el pot acompanyar un altre músic amb el caixó. El pinquillo pot fer des de 30 o 50 centímetres fins a 1 metre i 20 centímetres de llarg (com el de Cusco).
El pinquillo té un gran abast cultural. Als Andes és l'instrument que es toca durant l'època de pluges i per a celebrar les collites. Antigament el pinquillo i la quena eren instruments melòdics i, per tant, tocats per homes. Actualment a Perú el toquen als ritus de fertilitat animal i als carnavals, tant a nivell individual com per grups. A Bolívia hi ha la creença que el pinquillo fet de canya pot atreure la pluja. El pinquillo es mulla amb aigua o alcohol abans de ser tocat, acte associat a la fertilitat.